# Spoltore
Spoltore ist eine italienische Gemeinde in der Provinz Pescara in den Abruzzen mit 19.066 Einwohnern.
Die Nachbargemeinden sind Cappelle sul Tavo, Cepagatti, Montesilvano, Moscufo, Pescara, Pianella und San Giovanni Teatino (CH).

## Geschichte
Man fand in einigen Resten von Steinen in Teilen von Spalten und Böden die Schrift einer römischen Präsenz in dem Gebiet. Der Name der mittelalterlichen Stadt stammt aus dem Germanischen und hieß „spelt“. Im Mittelalter gehörte die Stadt zu der Gemeinde Loreto.
Im Jahr 1927 wurde die Stadt Spoltore neue Gemeinde der Provinz Pescara. 1928 verlor sie ihre administrative Autonomie und wurde Teil der Gemeinde Pescara. 1947 wurde Spoltore wieder von Pescara losgelöst und erhielt den Status als selbstständige Gemeinde.

## Weinbau
In der Gemeinde werden Reben der Sorte Montepulciano für den DOC-Wein Montepulciano d’Abruzzo angebaut.

## Persönlichkeiten
- Alessandro Aglione (* vor 1599; † nach 1621), Komponist und Geistlicher
- Danilo Di Luca (* 1976), Radrennfahrer
- Fabio Grosso (* 1977), Fußballspieler